# Konstantin Ossipov
Konstantin Vassilievitch Ossipov (en russe : Константин Васильевич Осипов) est un joueur russe de volley-ball né le 7 mars 1992. Il mesure 1,94 m et joue passeur.

## Clubs
| Club                   | De        | À   |
| ---------------------- | --------- | --- |
| Lokomotiv Novossibirsk | 2010-2011 | ... |

## Palmarès
- Ligue des champions (1)
  - Vainqueur : 2013
- Coupe de Russie (2)
  - Vainqueur : 2010, 2011